# سكوت ريندل
سكوت ريندل (بالإنجليزية: Scott Rendell)‏ (21 أكتوبر 1986 في المملكة المتحدة - ) هو لاعب كرة قدم بريطاني في مركز الهجوم. لعب مع أكسفورد يونايتد وفوريست غرين وكامبريدج يونايتد ونادي ريدنغ ونادي لوتون تاون ويوفل تاون ونادي هايز ونادي وكينغ ونادي بيتربورو يونايتد ونادي كرولي تاون ونادي توركي يونايتد ونادي ألدرشوت تاون ونادي بريستول روفيرز وويكمب وندررز.

## وصلات خارجية
- سكوت ريندل على موقع قاعدة بيانات كرة القدم.إي يو (الإنجليزية)
- سكوت ريندل على موقع Soccerbase.com (لاعب) (الإنجليزية)
- سكوت ريندل على موقع Soccerway.com (الإنجليزية)